# Sent Amand de Montchenon
Sent Amand Manhasés (en francès Saint-Amand-Magnazeix) és un municipi francès situat al departament de l'Alta Viena i a la regió de la Nova Aquitània.

## Demografia
| 1962                                       | 1968 | 1975 | 1982 | 1990 | 1999 | 2006 | 2007 | 2008 |
| ------------------------------------------ | ---- | ---- | ---- | ---- | ---- | ---- | ---- | ---- |
| 707                                        | 772  | 705  | 608  | 521  | 442  | 512  | 520  | 530  |
| Des de 1962: població sense dobles comptes |      |      |      |      |      |      |      |      |

## Administració
| Període   | Identitat        | Partit |
| --------- | ---------------- | ------ |
| 2001-2008 | Daniel Réjaud    |        |
| 2008-     | Jean-Louis Beige |        |